# Schwimmbrücke Holtey
Die Schwimmbrücke Holtey ist heute eine Fußgänger- und Radwegbrücke im Essener Stadtteil Horst. Sie führt bei Flusskilometer 46,2 über die Ruhr und verbindet diesen Stadtteil mit Burgaltendorf.

## Geschichte

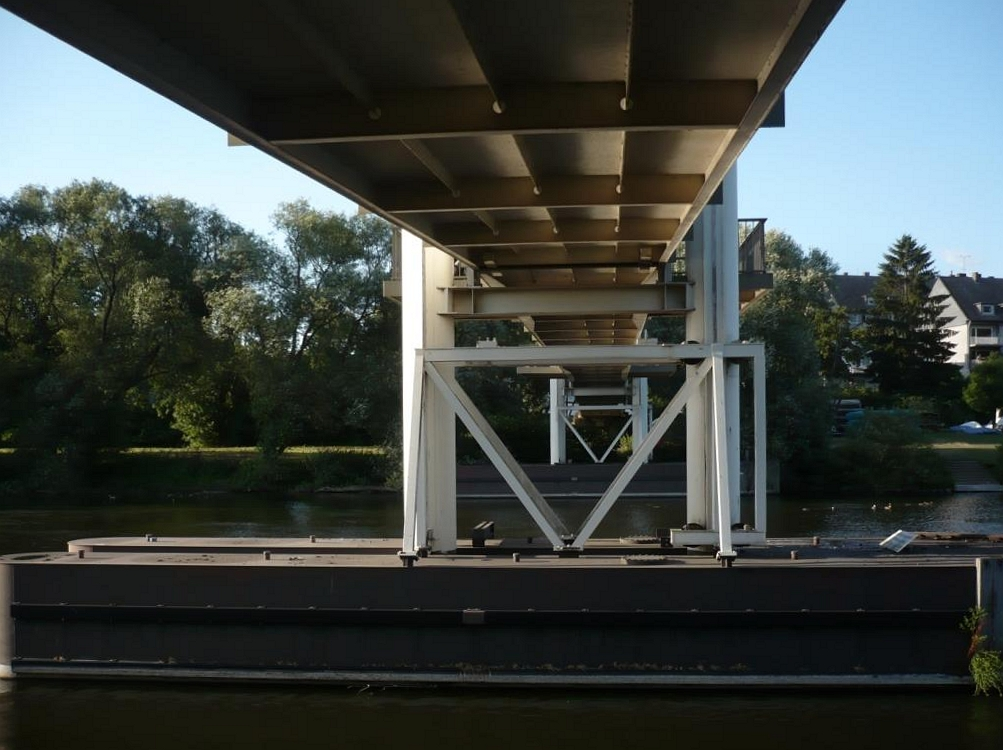
Pontons der heutigen Brücke

Die Horst-Altendorfer-Fährgesellschaft betrieb die 1901 fertiggestellte alte Holteyer Brücke bis 1936. Sie war auf Horster Seite mit Holzträgern fest verankert und ab Flussmitte zur Altendorfer Seite hin auf Pontons schwimmend gelagert. Ihre Höhe entsprach bei normalem Wasserstand etwa der Höhe des heute noch in Teilen vorhandenen alten Treidelweges auf Altendorfer Seite. Der Wirt Großjung aus Horst ließ die Brücke mit weiteren vier Kompagnons errichten, darunter der Altendorfer Bauer Schulte-Holtey. Die Familie Schulte-Holtey betrieb sie ab 1936 allein. Auf der Altendorfer Seite – der Essener Stadtteil Burgaltendorf war bis zu ihrer Eingemeindung 1970 die selbstständige Gemeinde Altendorf (Ruhr) – befand sich ein Kassenhäuschen mit Schranke. Die staatlich genehmigte Gebühr betrug 5 Pfennige, was der Brücke im Volksmund den Namen 5-Pfennigs-Brücke einbrachte. Fahrzeuge mussten eine höhere Gebühr entrichten.
Die Hochwasser der Ruhr setzten der Brücke immer mehr zu. Insbesondere die Flutwelle infolge der Sprengung der Möhnetalsperre in der Nacht vom 16. auf den 17. Mai 1943 riss einen Teil der Brücke mit sich. Durch spätere ausbleibende Wartung wurde die Brücke erst für motorisierte Fahrzeuge und später ganz gesperrt. 1958 ließ die Landesregierung in Düsseldorf die Brücke abreißen, obwohl dabei eine doch noch akzeptable Qualität festgestellt wurde.
Im März 1982 begann der Neubau der heutigen 84 Meter langen und drei Meter breiten Schwimmbrücke, die am 21. September 1982 durch den Essener Oberbürgermeister Horst Katzor eröffnet wurde. Sie wurde von den Firmen Fricke GmbH & Co. KG und Philipp Holzmann errichtet und hat Feldweiten von 42 und 2 mal 21 Metern.